# Адам Готлоб фон Молтке
Адам Готлоб фон Молтке (на немски: Adam Gottlob von Moltke; * 10 ноември 1710 в Ризенхоф, Валкендорф в Мекленбург; † 25 септември 1792 в Брегентвед в Дания) е датски граф от стария немски род Молтке, датски политик, главен маршал в двора в Копенхаген, дипломат и фаворит на датския крал Фредерик V.
Той е син на немския по произход подполковник Йоахим фон Молтке (1663 – 1730) и съпругата му Магдалена София фон Котман (1681 – 1752). Внук е на датския капитан Клаус Йоахим фон Молтке (1620 – 1685). Брат е на тайния съветник Йоахим Кристофер фон Молтке (1699 – 1781).
Адам Готлоб фон Молтке отива през 1722 г. от Мекленбург в Копенхаген в двора на крал Фредерик IV, за да стане паж на тронпринц Кристиан, който през 1730 г. се възкачва на трона като Кристиан VI. Адам става тогава камер-паж на 7-годишния тронпринц Фредерик, който като крал Фредерик V през 1746 г. прави Молтке дворцов маршал и му дава кралското имение Брегентвед при Хаслев с повече от 6 000 ha гори и земя. Това имение остава до днес собственост на наследниците му. През 1750 г. Молтке е издигнат на датски граф.
Адам Готлоб фон Молтке също е ръководител в „Банката на Стокхолм“ и „Азиатската компания“ в Копенхаген, на болница и на „Кралската датска академия на изкуството“. През 1784 г. той става почетен член на „Кралската академия на науките“.
Молтке е освободен от службата си от крал Кристиан VII и се оттегля в имението си Брегентвед. Той притежава четири палата. Той е носител на ордените „Данеброг“ и „на Слона“ (1752). Молтке пише на немски език своите мемоари, публикувани 1870 г.
Молтке има от два брака 15 деца, между тях датския държавен министър Ото Йоахим Молтке (1770 – 1853). Дядо е на граф Адам Вилхелм фон Молтке (1785 – 1864), премиер министър на Дания (1842 – януари 1852).

## Фамилия
Адам Готлоб фон Молтке се жени на 9 септември 1735 г. в Улриксхолм за Кристиана Фридерика Брюгеман (* 26 май 1712, Улриксхолм; † 28 февруари 1760, Копенхаген), дъщеря на Годзке Ханс Брюгман (1677 – 1736) и Маргрета Вилхелмина Хаузман (1686 – 1717). Те имат децата:
- Катарина София Волхелмина Каролина Молтке (* 14 октомври 1737, Щеге; † 15 април 1806, Копенхаген), дворцова дама на Луиза, омъжена на 16 юни 1752 г. в Хорсхолм за граф Ханибал Ведел-Веделсборг (* 25 ноември 1731; † 9 май 1766)
- Улрика Августа Вилхелмина Молтке (* 30 април 1740; † 7 април 1763), омъжена за граф Ханс Шак-Шакенборг (* 14 януари 1735; † 21 август 1796)
- Кристиан Магнус Фридрих фон Молтке (* 16 октомври 1741, Копенхаген; † 23 ноември 1813, Копенхаген), граф, женен за Фредерика Елизабет Ревентлов (* 8 октомври 1746, Рандерс; † 8 май 1787, Кил); имат три сина
- Фридрих Лудвиг фон Молтке (* 27 март 1745, Нигаард; † 22 януари 1824, Алтона), последният катедрален дехант на манастир Любек
- Йоахим Годзке фон Молтке (* 4 юли 1747; † 5 октомври 1818, Копенхаген), финансов и държавен министър (1814 – 1818), женен на 6 ноември 1783 г. в Зеедорф за Доротея Георгина фон Бухвалд (* 31 март 1759; † 16 април 1808, Копенхаген); имат син граф Адам Вилхелм фон Молтке (1785 – 1864), премиер министър на Дания (1842 – 1852)
- Юлиана Мария Фридерика Молтке (* 25 октомври 1751, Брегентвед Херегард; † 18 ноември 1773), омъжена на 6 февруари 1771 г. в дворцовата църква в Копенхаген за Алберт Филип Леветцау (* 22 януари 1744; † 14 септември 1817)

Адам Готлоб фон Молтке се жени втори път 1760 г. за София Хедевиг Рабен (* 8 октомври 1732, Копенхаген; † 8 юли 1802, Глоруп), дъщеря на Кристиан Фредерик фон Рабен (1693 – 1773) и 	Берта Шеел фон Плесен (1707 – 1786). Те имат децата: 	
- Гебхард фон Молтке Хуитфелд (1764 – 1851), датски граф на 31 март 1750 г.; има син
- Ото Йоахим фон Молтке (1770 – 1853), премиер мнистър в Дания (1842); има син
- Карл Емил фон Молтке (1773 – 1858); има син
- София Магдалена Молтке (* 22 май 1765, Фреденсборг; † 24 февруари 1829), омъжена на 21 юни 1782 г. за Адам Кристофер Кнут (* 21 юни 1756, Холбек; † 19 декември 1844, Копенхаген), графски патент 1810, таен конференц-съветник

- Дворец Брегентвед
- Дворец Глоруп
- Дворец Ригард
- Палат Молтке (част от дворец Амалиенборг в Копенхаген)